# Route nationale 406 (France métropolitaine)
Une proposition de fusion est en cours entre Route nationale 406 (France métropolitaine) et Route nationale 406.

Route Nationale 406

La route nationale 406 ou N406 est une route nationale française reliant l'A86 au niveau du Parc Interdépartemental des Sports (Créteil) à Bonneuil-sur-Marne. Elle mesure 4,7 km.  L'appelation N 406 pour cette liaison date de 2007.

## Histoire

### Prolongement au Port de Bonneuil
Un projet vise à relier le Port de Bonneuil avec un tronçon de 2 km. Ce prolongement désengorgerait la ville de Bonneuil-sur-Marne. Il faudrait pour cela franchir l'échangeur RN406/RN19, les voies SNCF de la Grande Ceinture et la voie férrée du Port. Le Port de Bonneuil gagnerait deux entrées suplémentaires.
Selon la DIRIF les poids-lourds emprunterons donc cette RN 406 au lieu du centre-ville ce qui réduirait le nombre Poids-Lourds sur les RD 10, 60 et 130. .
Ce projet préviendrait des inondations, trois bassins de rétention des eaux seront construits.

## Parcours
Echangeur A86/N406 à 0 km : Provins, Troyes, Bonneuil-sur-Marne, Valenton Z.A.
Sortie de l'A86 
Début de la RN 406
Limitation à 90 km/h
Valenton (D102) : Valenton Z.A.
Bonneuil (D60) : Bonneuil, Limeil-Brévannes
Réduction à 2 x 1 voies
Limitation à 50 km/h
Fin de la RN 406 et passage sur la RN 19

## Lieux sensibles
La fin de la RN 406 au moment du passage à 2 x 1 voies. Engorgé toute la journée et plus particulièrement entre 17h et 19h. 

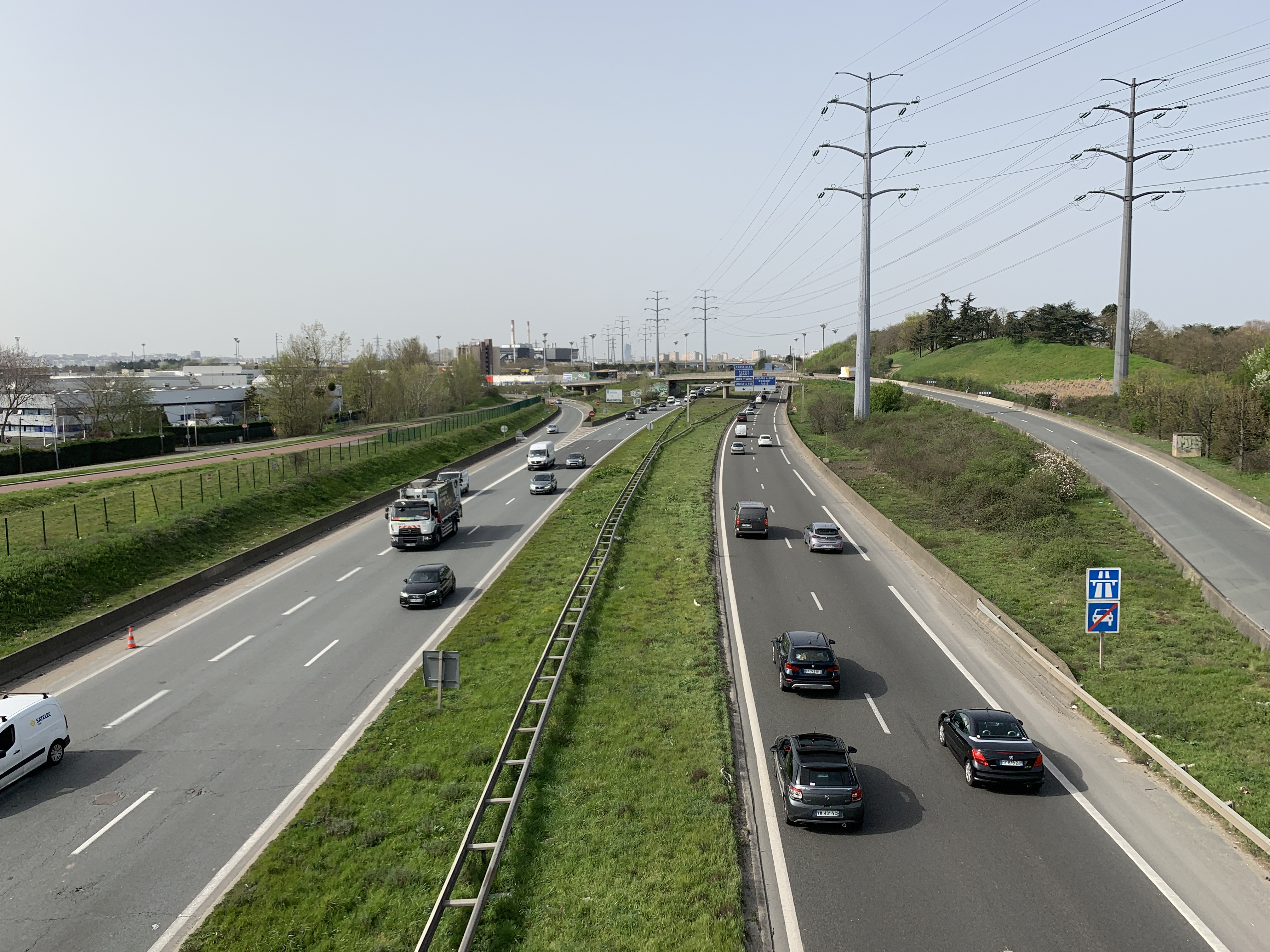
Route Nationale 406 vue depuis Passerelle Tégéval - Créteil